# Lapkakészlet

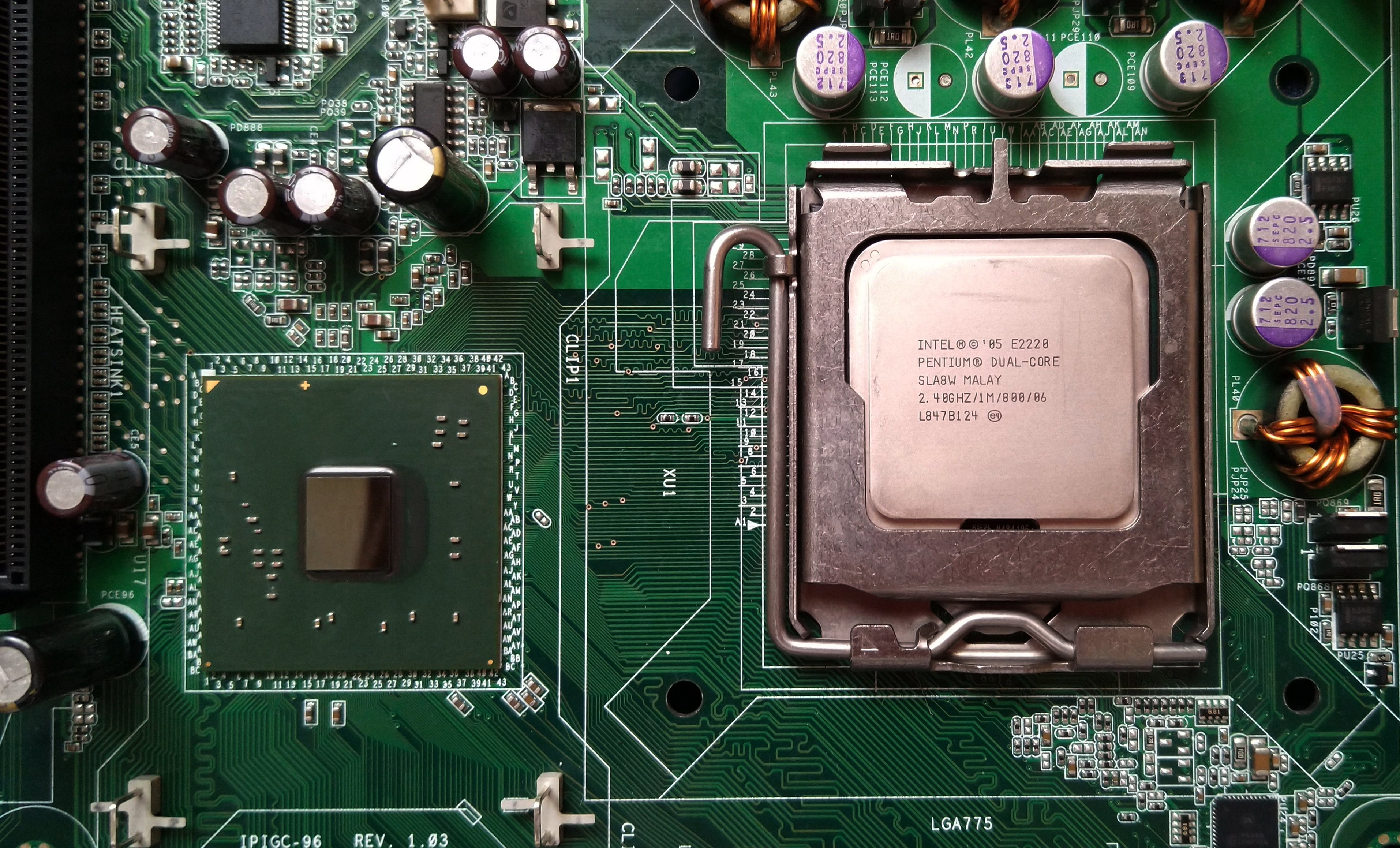
Intel i945GC északi híd és Intel Pentium Dual-Core processzor egy Intel D945GCCR alaplapon

Egy számítógépes rendszerben a lapkakészlet (angolul chipset) egy sor elektronikus alkatrész egy integrált áramkörben, amely kezeli az adatáramlást a processzor, a memória és a perifériák között. Általában az alaplapon található. A lapkakészleteket általában úgy tervezik, hogy egy adott mikroprocesszor-családdal működjenek együtt. Mivel a processzor és a külső eszközök közötti kommunikációt vezérli, a lapkakészlet döntő szerepet játszik a rendszer teljesítményének meghatározásában.

## Számítógépek
A számítástechnikában a chipset kifejezés gyakran utal egy sor speciális chipre egy számítógép alaplapján vagy egy bővítőkártyán. A személyi számítógépek között az első lapkakészlet az IBM PC AT számára a NEAT chipset volt 1984-ben, amelyet a Chips and Technologies fejlesztett ki az Intel 80286 processzor számára.

A Commodore Amiga Original Chip Set diagramja

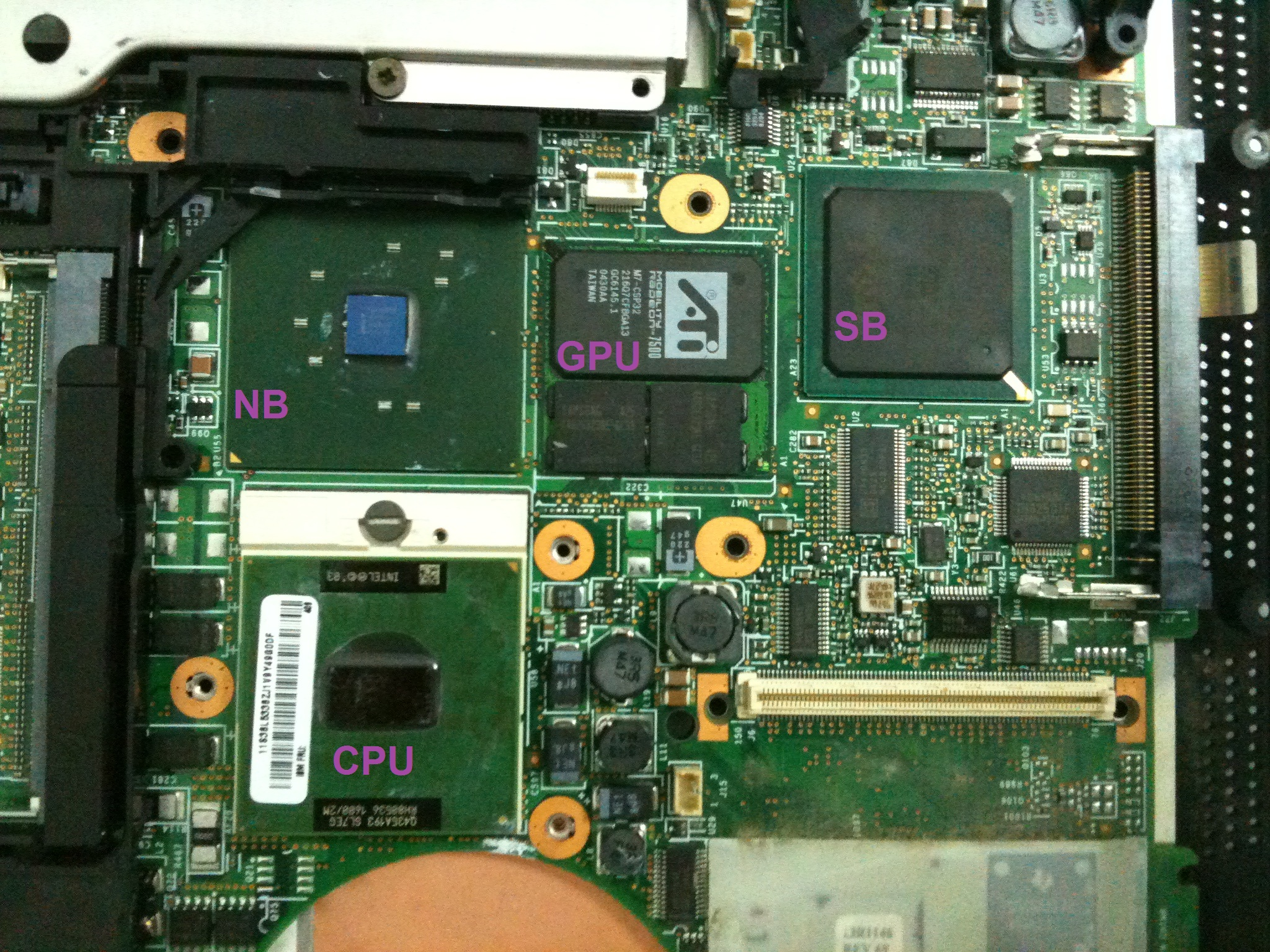
Egy IBM T42 laptop alaplapjának részlete (CPU: központi feldolgozóegység, NB: északi híd, GPU: grafikus feldolgozóegység, SB: déli híd)

Az 1980-as és az 1990-es évek otthoni számítógépeiben, játékkonzoljaiban és játéktermi hardvereiben a chipset kifejezést használták az egyedi audio- és grafikus chipekre. Ide tartozik például a Commodore Amiga Original Chip Set vagy a Sega System 16 chipset.
A chipset kifejezés gyakran utal az alaplap meghatározott chippárjára: az északi hídra és a déli hídra. Az északi híd a processzort nagyon nagy sebességű eszközökkel köti össze, különösen a memóriával és a grafikus vezérlőkkel, a déli híd pedig alacsonyabb sebességű perifériabuszokkal (például PCI vagy ISA). Sok modern lapkakészletben a déli híd tartalmaz néhány integrált perifériát, például Ethernet-, USB- és audioeszközöket.
Az alaplapok lapkakészletei gyakran különböző gyártóktól származnak. 2015-től az x86-os alaplapok lapkakészleteinek gyártói közé tartozik az AMD, az Intel és a VIA Technologies.
Az 1980-as években a Chips and Technologies úttörő szerepet játszott a PC-kompatibilis számítógépek lapkakészleteinek gyártásában. Az azóta gyártott számítógépes rendszerek gyakran megosztják az általánosan használt lapkakészleteket, még a számítástechnikai különlegességek között is. Például az NCR 53C9x egy alacsony költségű lapkakészlet, amely SCSI-interfészt valósít meg a tárolóeszközökhöz, megtalálható Unix-gépekben mint a MIPS Magnum, beágyazott eszközökben és személyi számítógépekben.

## Processzorintegráció
Hagyományosan az x86-os számítógépeknél a processzor elsődleges kapcsolata a gép többi részével az alaplapi lapkakészlet északi hídján keresztül történt. Az északi híd közvetlenül felelős volt a nagy sebességű eszközökkel folytatott kommunikációért (gyakran előforduló példák a rendszermemória és az elsődleges bővítőbuszok, mint például az AGP-, a PCI- és a PCIe-kártyák), és fordítva, bármilyen rendszerkommunikáció vissza a processzor felé. Ezt a kapcsolatot a processzor és az északi híd között általában front-side busnak (FSB) nevezik. Az északi híd által közvetlenül nem ellenőrzött erőforrások iránti kérelmeket a déli hídra szállították, az északi híd közvetítő volt a processzor és a déli híd között. A déli híd kezelt „minden mást”, általában alacsonyabb sebességű perifériákat és alaplapi funkciókat (a legnagyobb a merevlemez- és a tárolókapcsolat), például USB-, párhuzamos és soros kommunikációt. Az északi és a déli híd közötti kapcsolat általában a PCI-busz volt.
2003 előtt a processzor és a főmemória vagy egy bővítőeszköz, például grafikus kártya közötti bármilyen interakciót – legyen az AGP, PCI vagy alaplapba integrált – közvetlenül az északi híd irányított a processzor nevében. Ez a processzor teljesítményét nagymértékben a rendszer lapkakészletétől tette függővé, különös tekintettel az északi híd memóriateljesítményére és arra, hogy ezeket az információkat visszajuttathatja a processzorhoz. 2003-ban azonban az AMD bemutatta az Athlon 64 bites processzorok sorozatát, amely megváltoztatta ezt. Az Athlon64 egy integrált memóriavezérlő bevezetését jelentette, amelyet magába a processzorba építettek be, így lehetővé téve a processzor számára a memória közvetlen elérését és kezelését. Az Intel 2008-ban követte példáját a Core i sorozatú processzorok és az X58 platform megjelenésével.
Az újabb processzorokban az integráció tovább nőtt, elsősorban a rendszer elsődleges PCIe-vezérlője és az integrált grafika beépítése révén közvetlenül magába a processzorba. Mivel a processzor kevesebb funkciót hagy kezeletlenül, a lapkakészlet-gyártók egyetlen chipbe sűrítették az északi és a déli híd fennmaradó funkcióit.

## Fordítás
- Ez a szócikk részben vagy egészben  a   Chipset című angol Wikipédia-szócikk ezen változatának fordításán alapul.  Az eredeti cikk szerkesztőit annak laptörténete sorolja fel. Ez a jelzés csupán a megfogalmazás eredetét és a szerzői jogokat jelzi, nem szolgál a cikkben szereplő információk forrásmegjelöléseként.